# Rongellen
Rongellen (en romanche, Runtgaglia) es una comuna suiza del cantón de los Grisones, situada en la región de Viamala. Tiene una población estimada, a fines de 2021, de 55 habitantes.